# Saprosites javanus
Saprosites javanus är en skalbaggsart som beskrevs av Vladimir Balthasar 1941. Saprosites javanus ingår i släktet Saprosites och familjen Aphodiidae. Inga underarter finns listade i Catalogue of Life.